# Mario Mataloni
Mario Mataloni, es un escultor abstracto conceptual. Nació el 23 de mayo de  1956 (68 años) en Macerata, Comunidad de Potenza Picena, Italia, y es bisnieto de Giovanni Mario Mataloni, artista italiano del s. XIX-s. XX.
A muy temprana edad (3 años) su familia emigra a Mendoza, Argentina. Y siendo niño, demuestra sus aptitudes en el trabajo de la madera, construyendo algunos de sus propios juguetes. A la edad de 16 años ingresa a la escuela de Bellas Artes de Mendoza y a los 18 complementa sus estudios ayudando a su padre en fines de semana y vacaciones en el taller de forjado artesanal, queriendo dar relieves y formas imposibles al hierro.
En 1977 participa en su primera exposición colectiva con un pequeño grupo de artistas locales, presentando esculturas con maderas nobles cuyos diseños figurativos resultaron innovadores.
En 1978 contrae matrimonio con Sonia Mirta Tello.
En 1984 emigra a Estados Unidos (Nueva York), los próximos 8 años trabaja en un taller de fundición en Brooklyn. En 1992 regresa a Argentina y se dedica enteramente al trabajo en el taller familiar, no será hasta junio del año 1998 cuando realice su primera exposición individual. A finales de ese año empieza a interesarse por el arte abstracto, y así después de estudiar, interesarse y quedar impresionado con la obra del artista español Eduardo Chillida le lleva a introducirse en el mundo del metal, trabajando acero, pletinas, varillas cuadradas y redondas, acero corten – que dobla en frío en el yunque -,así como utensilios de metal, profundizando en la plasticidad del hierro vendrán "Multitud de Planos", "Imposible 1", esculturas que trabaja en la fragua, logrando moldear de forma impensable el hierro incandescente.
Es 1999 conoce a un marchante italiano afincado en New York y le propone gestionar su obra en el mercado estadounidense. Así entre los años 2002 y 2003 sigue investigando en el calor de la fragua y en técnicas de soldadura. En diciembre de 2003 sufre un accidente en el hombro por lo que tiene que ser operado y además se le diagnostica diabetes, todo eso le mantiene durante casi dos años al margen de su trabajo, lo que provoca un estancamiento en su carrera. En 2005 toma la decisión de viajar a España para conocer aún más la obra del artista Chillida, y decide afincarse en Valencia, ya que le recuerda a su niñez por lo del ambiente mediterráneo.
Actualmente vive en Seseña (a 40 km. de Toledo)
Desde diciembre de 2009 el marchante de arte Jorge Sanz Pereira es quien gestiona de forma exclusiva la obra de este artista. Actualmente la obra escultórica de Mario Mataloni puede ser consultada en ArteObra y el artista está realizando un catálogo razonado de su obra.
Actualmente el artista se encuentra en fase de elaboración de la colección Homenaje a Artistas españoles, la que será presentada en la próxima Feria DeArte a celebrarse en los primeros meses de 2011.